# Jacobi-Matrix
Die Jacobi-Matrix (benannt nach Carl Gustav Jacob Jacobi; auch Funktionalmatrix, Ableitungsmatrix oder Jacobische genannt) einer differenzierbaren Funktion {\displaystyle f\colon {\mathbb {R} ^{n}}\to {\mathbb {R} ^{m}}\,\!} ist die {\displaystyle m\times n}-Matrix sämtlicher erster partieller Ableitungen.
Im Falle der totalen Differenzierbarkeit bildet sie die Matrix-Darstellung der als lineare Abbildung aufgefassten ersten Ableitung der Funktion {\displaystyle f} bezüglich der Standardbasen des {\displaystyle \mathbb {R} ^{n}} und des {\displaystyle \mathbb {R} ^{m}}. 
Genutzt wird die Jacobi-Matrix zum Beispiel zur annähernden Berechnung (Approximation) oder Minimierung mehrdimensionaler Funktionen in der Mathematik.

## Definition
Sei {\displaystyle f\colon U\subset \mathbb {R} ^{n}\to \mathbb {R} ^{m}} eine Funktion, deren Komponentenfunktionen mit {\displaystyle f_{1},\ldots ,f_{m}} bezeichnet seien und deren partielle Ableitungen alle existieren sollen. Für einen Raumpunkt {\displaystyle x} im Urbildraum {\displaystyle \mathbb {R} ^{n}} seien {\displaystyle x_{1},\dots ,x_{n}} die jeweils zugehörigen Koordinaten. 
Dann ist für {\displaystyle a\in U} die Jacobi-Matrix im Punkt {\displaystyle a} definiert durch
{\displaystyle J_{f}(a):=\left({\frac {\partial f_{i}}{\partial x_{j}}}(a)\right)_{i=1,\ldots ,m;\ j=1,\ldots ,n}={\begin{pmatrix}{\frac {\partial f_{1}}{\partial x_{1}}}(a)&{\frac {\partial f_{1}}{\partial x_{2}}}(a)&\ldots &{\frac {\partial f_{1}}{\partial x_{n}}}(a)\\\vdots &\vdots &\ddots &\vdots \\{\frac {\partial f_{m}}{\partial x_{1}}}(a)&{\frac {\partial f_{m}}{\partial x_{2}}}(a)&\ldots &{\frac {\partial f_{m}}{\partial x_{n}}}(a)\end{pmatrix}}}.
In den Zeilen der Jacobi-Matrix stehen also gerade die (transponierten) Gradienten der Komponentenfunktionen {\displaystyle f_{1},\dots ,f_{m}} von {\displaystyle f}.
Andere übliche Schreibweisen für die Jacobi-Matrix {\displaystyle J_{f}(a)} von {\displaystyle f} an der Stelle {\displaystyle a} sind {\displaystyle Df(a)}, {\displaystyle {\frac {\partial f}{\partial x}}(a)} und {\displaystyle \textstyle {\frac {\partial (f_{1},\ldots ,f_{m})}{\partial (x_{1},\ldots ,x_{n})}}(a)}.

## Beispiel
Die Funktion
{\displaystyle f\colon \mathbb {R} ^{3}\to \mathbb {R} ^{2}}
sei gegeben durch
{\displaystyle f(x,y,z)={\binom {x^{2}+y^{2}+z\cdot \sin x}{z^{2}+z\cdot \sin y}}}
Dann ist
{\displaystyle {\begin{aligned}{\frac {\partial }{\partial x}}f(x,y,z)&={\binom {2x+z\cdot \cos x}{0}}\\{\frac {\partial }{\partial y}}f(x,y,z)&={\binom {2y}{z\cdot \cos y}}\\{\frac {\partial }{\partial z}}f(x,y,z)&={\binom {\sin x}{2z+\sin y}}\end{aligned}}}
und damit die Jacobi-Matrix
{\displaystyle J_{f}(x,y,z)=\left({\begin{array}{ccc}2x+z\cdot \cos x&2y&\sin x\\0&z\cdot \cos y\,&2z+\sin y\end{array}}\right)}

## Anwendungen
- Ist die Funktion {\displaystyle f\colon U\subset \mathbb {R} ^{n}\to \mathbb {R} ^{m}} total differenzierbar, dann ist ihr totales Differential {\displaystyle Df_{a}} an der Stelle {\displaystyle a=(a_{1},\dots ,a_{n})\in U} die lineare Abbildung

{\displaystyle Df_{a}\colon \mathbb {R} ^{n}\to \mathbb {R} ^{m},\quad Df_{a}(h)=J_{f}(a)\cdot h}.
Die Jacobi-Matrix an der Stelle {\displaystyle a} ist also die Abbildungsmatrix von {\displaystyle Df_{a}}.
- Für {\displaystyle m=1} entspricht die Jacobi-Matrix dem transponierten Gradienten von {\displaystyle f}. Manchmal wird der Gradient auch als Zeilenvektor definiert. In diesem Fall sind Gradient und Jacobi-Matrix gleich.

- Die Jacobi-Matrix kann, wenn man sie für eine Stelle {\displaystyle a=(a_{1},\dots ,a_{n})} ausrechnet, zur Näherung der Funktionswerte von {\displaystyle f} in der Nähe von {\displaystyle a} verwendet werden:

{\displaystyle f(x)\approx f(a)+J_{f}(a)\cdot (x-a).}
Diese affine Abbildung entspricht der Taylor-Approximation erster Ordnung (Linearisierung).
- Die Fortpflanzung von Messfehlern in Form einer Kovarianzmatrix geschieht durch die Jacobi-Matrix: {\displaystyle V_{f}=J\cdot V_{x}\cdot J^{\text{T}}}

## Determinante der Jacobi-Matrix
Sei {\displaystyle m=n}, es wird also eine differenzierbare Funktion {\displaystyle f\colon U\subset \mathbb {R} ^{n}\to \mathbb {R} ^{n}} betrachtet. Dann ist deren Jacobi-Matrix {\displaystyle J_{f}(a)} am Punkt {\displaystyle a\in U} eine quadratische {\displaystyle n\times n}-Matrix. In diesem Fall kann man die Determinante der Jacobi-Matrix {\displaystyle \det(J_{f}(a))} bestimmen. Die Determinante der Jacobi-Matrix wird Jacobi-Determinante oder Funktionaldeterminante genannt. Ist die Jacobi-Determinante im Punkt {\displaystyle a} ungleich null, so ist die Funktion {\displaystyle f} in einer Umgebung von {\displaystyle a} invertierbar. Dies besagt der Satz von der Umkehrabbildung. Außerdem spielt die Jacobi-Determinante eine wichtige Rolle beim Transformationssatz für Integrale. Ist {\displaystyle m\neq n}, so kann man definitionsgemäß keine Determinante der {\displaystyle m\times n}-Jacobi-Matrix bilden. Jedoch gibt es in diesem Fall ein ähnliches Konzept. Dieses wird Gramsche Determinante genannt.

## Jacobi-Matrix einer holomorphen Funktion
Neben Funktionen {\displaystyle f\colon U\subset \mathbb {R} ^{n}\to \mathbb {R} ^{m}} kann man auch Funktionen {\displaystyle h\colon V\subset \mathbb {C} ^{n}\to \mathbb {C} ^{m}} auf (komplexe) Differenzierbarkeit untersuchen. Funktionen, die komplex differenzierbar sind, werden holomorph genannt, denn sie haben andere Eigenschaften als die (reell) differenzierbaren Funktionen. Auch für die holomorphe Funktion {\displaystyle h:=(h_{1},\ldots ,h_{m})\colon V\subset \mathbb {C} ^{n}\to \mathbb {C} ^{m}} kann man Jacobi-Matrizen bestimmen. Hier gibt es zwei unterschiedliche Varianten. Zum einen eine {\displaystyle m\times n} mit komplexwertigen Einträgen und zum anderen eine {\displaystyle 2m\times 2n}-Matrix mit reellwertigen Einträgen. Die {\displaystyle m\times n}-Jacobi-Matrix {\displaystyle J_{h}^{\mathbb {C} }(z)} am Punkt {\displaystyle z:=(z_{1},\ldots ,z_{n})\in V\subset \mathbb {C} ^{n}} ist durch
{\displaystyle J_{h}^{\mathbb {C} }(z):={\begin{pmatrix}{\frac {\partial h_{1}(z)}{\partial z_{1}}}&\cdots &{\frac {\partial h_{1}(z)}{\partial z_{n}}}\\\vdots &\ddots &\vdots \\{\frac {\partial h_{m}(z)}{\partial z_{1}}}&\cdots &{\frac {\partial h_{m}(z)}{\partial z_{n}}}\end{pmatrix}}}
definiert.
Jede komplexwertige Funktion kann in zwei reellwertige Funktionen aufgespalten werden. Das heißt, es existieren Funktionen {\displaystyle u,v\colon \mathbb {C} ^{n}\to \mathbb {R} ^{m}}, sodass {\displaystyle h=u+iv} gilt. Die Funktionen {\displaystyle u} und {\displaystyle v} kann man nun wieder gewöhnlich partiell differenzieren und in einer Matrix anordnen. Seien {\displaystyle z:=(z_{1},\ldots ,z_{n})} die Koordinaten in {\displaystyle \mathbb {C} ^{n}} und setze {\displaystyle z_{j}:=x_{j}+iy_{j}} für alle {\displaystyle j}. Die {\displaystyle 2m\times 2n}-Jacobi-Matrix {\displaystyle J_{h}^{\mathbb {R} }(z)} der holomorphen Funktion {\displaystyle h}
am Punkt {\displaystyle z\in V} ist dann definiert durch
{\displaystyle J_{h}^{\mathbb {R} }(z):={\begin{pmatrix}{\frac {\partial u_{1}(z)}{\partial x_{1}}}&\cdots &{\frac {\partial u_{1}(z)}{\partial x_{n}}}&{\frac {\partial u_{1}(z)}{\partial y_{1}}}&\cdots &{\frac {\partial u_{1}(z)}{\partial y_{n}}}\\\vdots &\ddots &\vdots &\vdots &\ddots &\vdots \\{\frac {\partial u_{m}(z)}{\partial x_{1}}}&\cdots &{\frac {\partial u_{m}(z)}{\partial x_{n}}}&{\frac {\partial u_{m}(z)}{\partial y_{1}}}&\cdots &{\frac {\partial u_{m}(z)}{\partial y_{n}}}\\{\frac {\partial v_{1}(z)}{\partial x_{1}}}&\cdots &{\frac {\partial v_{1}(z)}{\partial x_{n}}}&{\frac {\partial v_{1}(z)}{\partial y_{1}}}&\cdots &{\frac {\partial v_{1}(z)}{\partial y_{n}}}\\\vdots &\ddots &\vdots &\vdots &\ddots &\vdots \\{\frac {\partial v_{m}(z)}{\partial x_{1}}}&\cdots &{\frac {\partial v_{m}(z)}{\partial x_{n}}}&{\frac {\partial v_{m}(z)}{\partial y_{1}}}&\cdots &{\frac {\partial v_{m}(z)}{\partial y_{n}}}\end{pmatrix}}}.
Gilt bei den Jacobi-Matrizen für holomorphe Funktionen {\displaystyle m=n}, so kann man natürlich die Determinanten der beiden Matrizen betrachten. Diese beiden Determinanten stehen in Beziehung zueinander. Es gilt nämlich
{\displaystyle \det \left(J_{h}^{\mathbb {R} }(z)\right)=\left|\det(J_{h}^{\mathbb {C} }(z))\right|^{2}}.